# Meridiano 168 W
O meridiano 168 W é um meridiano que, partindo do Polo Norte, atravessa o Oceano Ártico, Ásia, Oceano Pacífico, Oceano Antártico, Antártida e chega ao Polo Sul. Forma um círculo máximo com o Meridiano 12 E.
Começando no Polo Norte, o meridiano 168º Oeste tem os seguintes cruzamentos:
| País, território ou mar | Notas                                              |
| ----------------------- | -------------------------------------------------- |
| Oceano Ártico           |                                                    |
| Mar de Chukchi          |                                                    |
| Mar de Bering           |                                                    |
| Estados Unidos          | Península de Seward, Alasca                        |
| Mar de Bering           | Passa a leste da Ilha King, Alasca, Estados Unidos |
| Estados Unidos          | Umnak, Alasca                                      |
| Oceano Pacífico         | Passa a leste do Atol Rose, Samoa Americana        |
| Oceano Antártico        |                                                    |
| Antártida               | Dependência de Ross, reclamada pela Nova Zelândia  |